# Ahmad Faqa
Ahmad Faqa (in arabo احمد فقا‎?; Qamishli, 10 gennaio 2003) è un calciatore siriano con cittadinanza svedese, difensore dell'AIK e della nazionale siriana.

## Carriera

### Club
Cresciuto nel settore giovanile dell'AIK, ha debuttato in prima squadra il 27 febbraio 2022 nell'incontro di Svenska Cupen vinto 4-0 contro l'Eskilsminne. Il 24 marzo seguente ha firmato il suo primo contratto professionistico ed è stato ceduto in prestito al Västerås SK. Il 28 luglio ha cambiato casacca passango in prestito fino al fine anno al Sandvikens IF e l'8 ottobre ha segnato il suo primo gol in carriera nella partita di Ettan vinta 4-2 contro l'FC Stockholm Intern.. Il 3 marzo 2023 è stato nuovamente ceduto in prestito, questa volta in Islanda all'HK Kópavogur, con cui ha messo a segno 2 reti in 25 presenze nella prima divisione locale.
Confermato in rosa dall'AIK ad inizio 2024, ha debuttato in Allsvenskan il 1º aprile nell'incontro vinto 1-0 contro il Västerås SK.

### Nazionale
Nel 2023 ha giocato un incontro con la nazionale svedese Under-19.
Nel 2024 ha scelto di optare per la nazionale siriana, con cui ha debuttato il 6 settembre nell'amichevole vinta 2-0 contro Mauritius.

## Statistiche

### Presenze e reti nei club
Statistiche aggiornate al 25 marzo 2025.
| Stagione        | Squadra         | Campionato      | Campionato | Campionato | Coppe nazionali | Coppe nazionali | Coppe nazionali | Coppe continentali | Coppe continentali | Coppe continentali | Altre coppe | Altre coppe | Altre coppe | Totale | Totale | Totale |
| Stagione        | Squadra         | Comp            | Pres       | Reti       | Comp            | Pres            | Reti            | Comp               | Pres               | Reti               | Comp        | Pres        | Reti        | Pres   | Reti   |        |
| --------------- | --------------- | --------------- | ---------- | ---------- | --------------- | --------------- | --------------- | ------------------ | ------------------ | ------------------ | ----------- | ----------- | ----------- | ------ | ------ | ------ |
| 2021            | AIK             | A               | 0          | 0          | CS+CS           | 0+1             | 0               | -                  | -                  | -                  | -           | -           | -           | 1      | 0      |        |
| 2022            | Västerås SK     | S1              | 7+1        | 0          | CS              | 0               | 0               | -                  | -                  | -                  | -           | -           | -           | 8      | 0      |        |
| 2022            | Sandvikens IF   | D1              | 12         | 1          | CS              | 0+1             | 0               | -                  | -                  | -                  | -           | -           | -           | 13     | 1      |        |
| 2023            | HK Kópavogur    | UD              | 25         | 2          | CI+CdL          | 2+1             | 0               | -                  | -                  | -                  | -           | -           | -           | 28     | 2      |        |
| 2024            | AIK             | A               | 7          | 0          | CS+CS           | 1+1             | 0               | -                  | -                  | -                  | -           | -           | -           | 9      | 0      |        |
| Totale carriera | Totale carriera | Totale carriera | 52         | 3          |                 | 7               | 0               |                    | -                  | -                  |             | -           | -           | 59     | 3      |        |

### Cronologia presenze e reti in nazionale
| Cronologia completa delle presenze e delle reti in nazionale ― Siria | Cronologia completa delle presenze e delle reti in nazionale ― Siria | Cronologia completa delle presenze e delle reti in nazionale ― Siria | Cronologia completa delle presenze e delle reti in nazionale ― Siria | Cronologia completa delle presenze e delle reti in nazionale ― Siria | Cronologia completa delle presenze e delle reti in nazionale ― Siria | Cronologia completa delle presenze e delle reti in nazionale ― Siria | Cronologia completa delle presenze e delle reti in nazionale ― Siria |
| Data                                                                 | Città                                                                | In casa                                                              | Risultato                                                            | Ospiti                                                               | Competizione                                                         | Reti                                                                 | Note                                                                 |
| -------------------------------------------------------------------- | -------------------------------------------------------------------- | -------------------------------------------------------------------- | -------------------------------------------------------------------- | -------------------------------------------------------------------- | -------------------------------------------------------------------- | -------------------------------------------------------------------- | -------------------------------------------------------------------- |
| 6-9-2024                                                             | Hyderabad                                                            | Siria                                                                | 2 – 0                                                                | Mauritius                                                            | Amichevole                                                           | -                                                                    | 85’                                                                  |
| 11-10-2024                                                           | Songkhla                                                             | Tagikistan                                                           | 0 – 1                                                                | Siria                                                                | Amichevole                                                           | -                                                                    | 87’                                                                  |
| 14-10-2024                                                           | Songkhla                                                             | Thailandia                                                           | 2 – 1                                                                | Siria                                                                | Amichevole                                                           | -                                                                    |                                                                      |
| 19-11-2024                                                           | Volgograd                                                            | Russia                                                               | 4 – 0                                                                | Siria                                                                | Amichevole                                                           | -                                                                    | 87’                                                                  |
| 25-3-2025                                                            | Al-Hasa                                                              | Siria                                                                | 2 – 0                                                                | Pakistan                                                             | Qual. Coppa d'Asia 2027                                              | 1                                                                    |                                                                      |
| Totale                                                               |                                                                      | Presenze                                                             | 5                                                                    |                                                                      | Reti                                                                 | 1                                                                    |                                                                      |